# Okręty desantowe typu Silba
Okręty desantowe typu Silba (Cetina) – typ okrętów desantowo-minowych z lat 90. XX wieku, budowanych dla marynarki Jugosławii, a następnie Chorwacji. Zbudowano trzy okręty, z tego pierwszy „Silba” wszedł do służby w marynarce Jugosławii, a następnie Czarnogóry, a dwa już po rozpadzie Jugosławii w marynarce Chorwacji, oznaczone tam jako typ Cetina.

## Historia

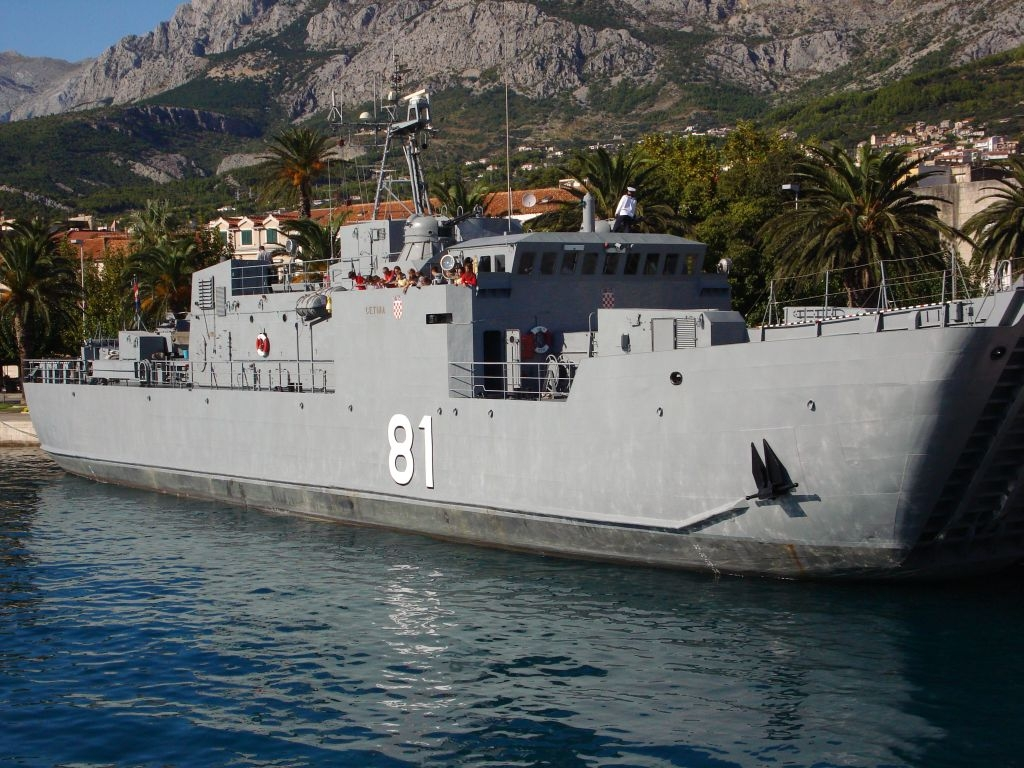
„Cetina”

Pod koniec lat 80. XX wieku w Jugosławii skonstruowano nowy typ okrętów desantowych dla zastąpienia jednostek typu DTM 211 z lat 50., wywodzących się jeszcze z niemieckiego projektu MFP z okresu II wojny światowej. Nowe okręty miały większe zdolności przewozowe i stanowiły nowoczesny typ okrętu desantowego średniej wielkości, z  przelotową ładownią typu ro-ro. Mogły służyć jako desantowe, a także transportowe oraz do stawiania min. Budowano je w stoczni Brodosplit w Splicie.
Tylko pierwszy z okrętów „Silba” został ukończony dla marynarki Jugosławii i wszedł do służby w 1990 roku. Po rozpadzie Jugosławii drugi, znajdujący się w budowie, został przejęty przez Chorwację. Wodowano go w 1992 roku, a ukończono w 1993 roku, po czym zbudowano dla Chorwacji jeszcze jeden zmodyfikowany okręt, wodowany w 1994 roku.
| Nr burtowy | Nazwa  | Wodowanie        | Wejście do służby | Uwagi, źródła |
| ---------- | ------ | ---------------- | ----------------- | ------------- |
| DBM-241    | Silba  |                  | 1990              | Jugosławia    |
| DBM-81     | Cetina | 18 lipca 1992    | 19 lutego 1993    | Chorwacja     |
| DBM-82     | Krka   | 17 września 1994 | 9 marca 1995      | Chorwacja     |

## Opis

### Konstrukcja

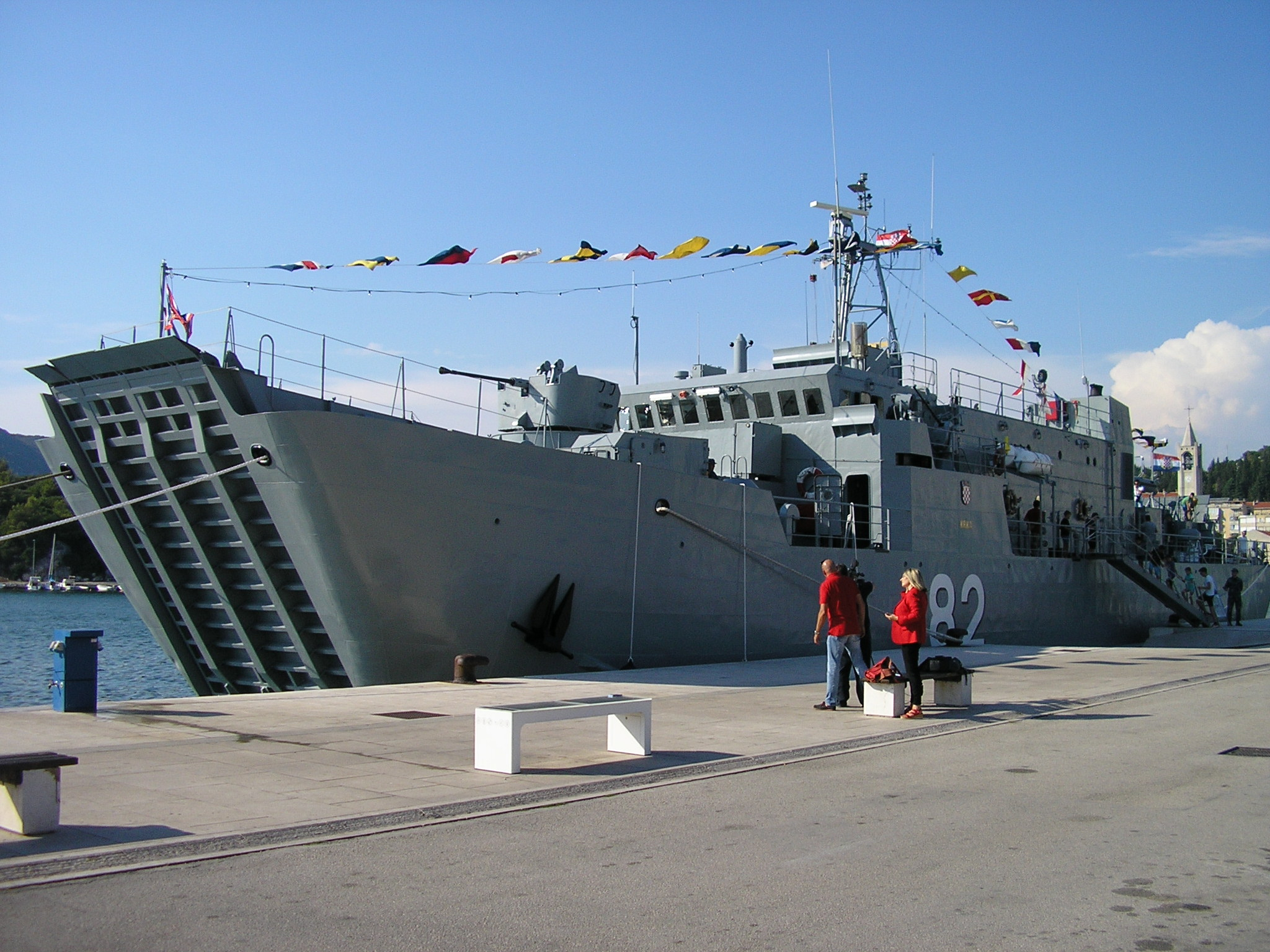
„Krka” w 2018

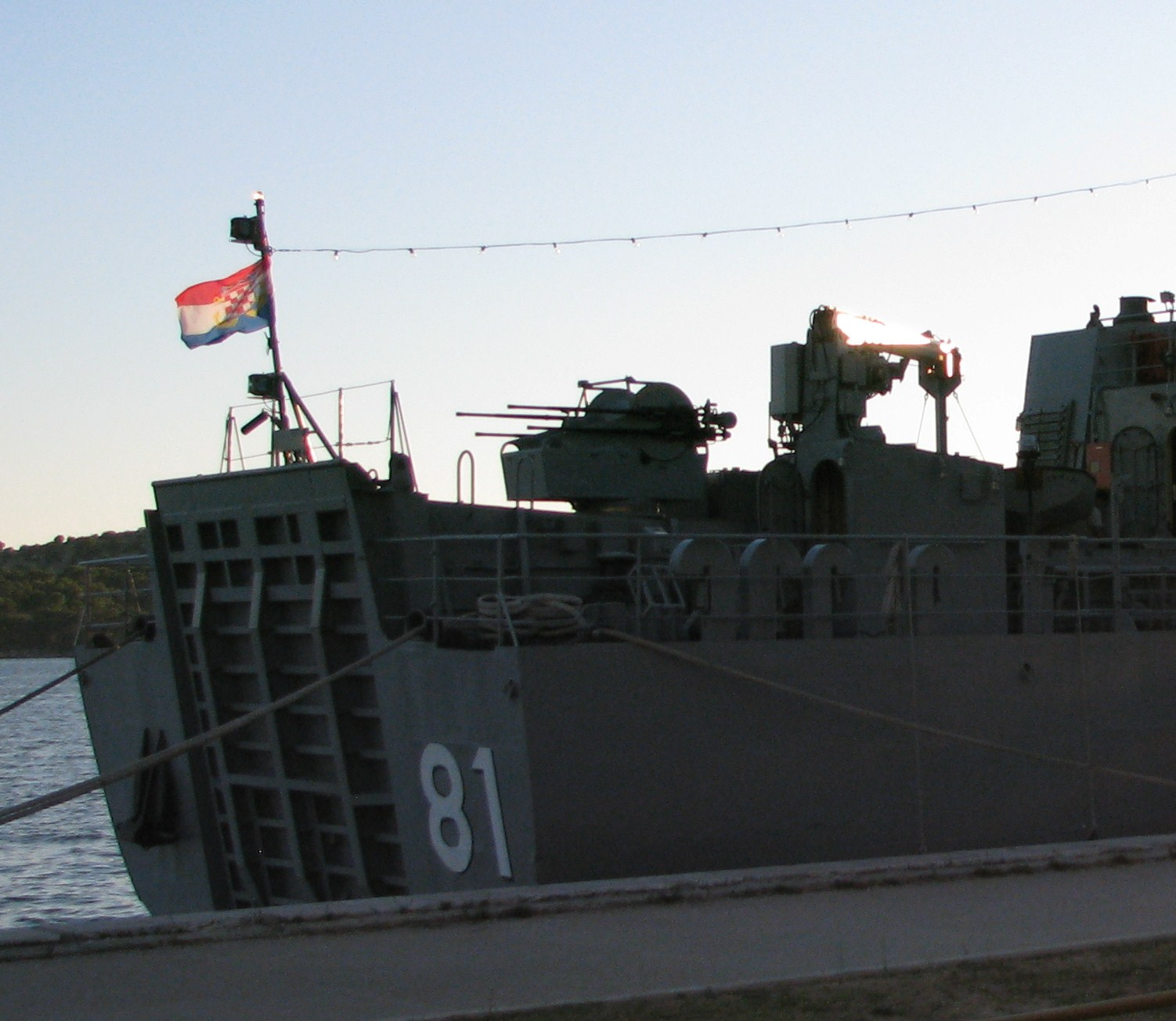
„Cetina” od rufy – widoczna rampa rufowa i działko 20 mm

Okręty desantowe typu ro-ro, z rampą dziobową i rufową. Architektura jednostek jest zwarta; całe śródokręcie zajmuje duża pudełkowata nadbudówka z przeszklonym mostkiem w przedniej części. Pokład silnie wznosi się na dziobie, który tworzy w części nadwodnej płaska opuszczana rampa, wychylona do przodu. Na dachu nadbudówki znajduje się pojedynczy niewielki maszt kratownicowy.
Okręty mogą transportować do 6 czołgów podstawowych albo 300 żołnierzy z wyposażeniem lub 460 t innego ładunku. Wśród wariantów zabieranego ładunku może być 7 transporterów opancerzonych lub 4 armaty holowane kalibru 130 mm z ciągnikami. „Krka” ponadto wykorzystywany jest jako zbiornikowiec wody. Załoga liczy 33 osoby, w tym 3 oficerów. Nowsze źródła podają załogę 35 osób, w tym 5 oficerów. 
Wyporność pełna wynosi 880 ton. Długość całkowita wynosi 49,7 m, a na linii wodnej 43,9 m, szerokość wynosi 12,2 m, a zanurzenie 3,2 m.

### Uzbrojenie
Uzbrojenie artyleryjskie według pierwotnego projektu, zastosowane w „Silba” i „Cetina”, stanowiły cztery radzieckie działka przeciwlotnicze kalibru 30 mm w dwóch dwudziałowych wieżach systemu AK-230. Umieszczone są na dachu nadbudówki w części dziobowej, na obu burtach. Uzupełniało je poczwórnie sprzężone działko plot. 20 mm M75 na rufie. Do samoobrony służyła poczwórna wyrzutnia pocisków przeciwlotniczych bardzo bliskiego zasięgu samonaprowadzających się na podczerwień Strieła-2 (w kodzie NATO: SA-N-5 Grail).
„Krka” została odmiennie uzbrojona w pojedynczą armatę przeciwlotniczą kalibru 40 mm Bofors L/70 i dwa pojedyncze działka 20 mm Hispano M71, bez wyrzutni Strieła-2. Armata 40 mm ustawiona została w odkrytym stanowisku na pokładzie dziobowym.
Okręty mogą stawiać również miny morskie – starsze roczniki flot podawały dla wszystkich okrętów 94 miny typu SAG-1. Według nowszych publikacji, „Cetina” i „Krka” mogą przenosić odpowiednio 152 lub 114 min typu SAG-2, 124 lub 92 miny MNS 90, 72 lub 52 miny AIM M70.

### Wyposażenie
W skład wyposażenia radioelektronicznego wchodzi stacja radiolokacyjna dozoru ogólnego Racal Decca 1290A, działająca w paśmie I. W skład wyposażenia pierwszych okrętów wchodziły też dwie wyrzutnie rakiet oświetlających kalibru 128 mm.

### Napęd
Napęd stanowią dwa silniki wysokoprężne Burmeister & Wain Alpha 10V23L-VO o łącznej mocy 3100 KM, napędzające dwie śruby. Prędkość maksymalna wynosi 12 węzłów. Zasięg okrętów wynosi 1200 Mm przy prędkości 12 w.

## Służba

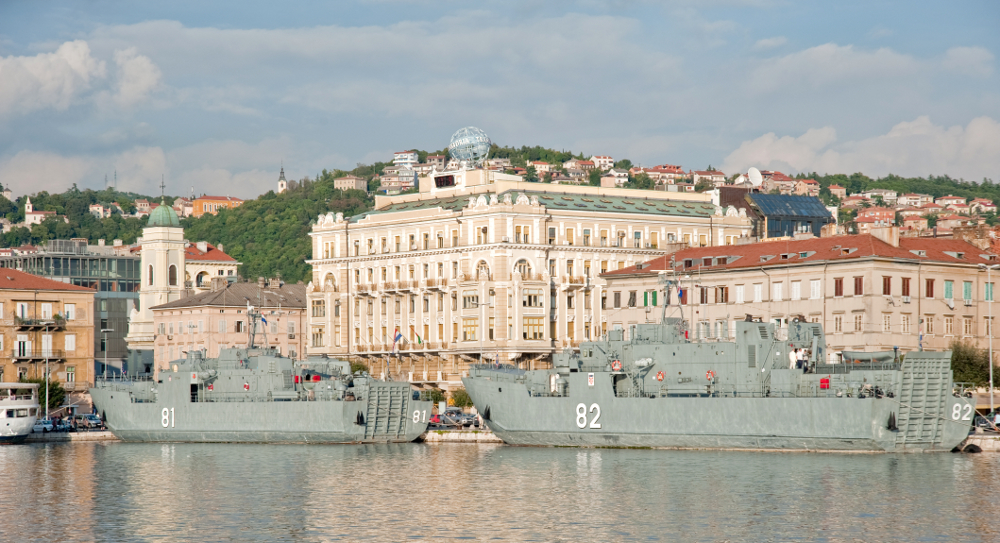
„Cetina” i „Krka” w 2009 roku w Rijece

Jedynie pierwszy okręt „Silba” wszedł do służby w marynarce ówczesnej Socjalistycznej Federacyjnej Republiki Jugosławii w 1990 roku. Na skutek rozpadu Jugosławii został przejęty przez marynarkę nowej Jugosławii. W 2000 roku roczniki flot wskazywały, że okręt pozbawiony jest już nazwy. Po rozpadzie nowej Jugosławii w 2006 roku i przejęciu jej okrętów morskich przez Czarnogórę, został wycofany ze składu jej marynarki przed 2015 rokiem (brak okrętu w rocznikach flot z tego roku).
Drugi z okrętów, znajdujący się w budowie na terenie Chorwacji, został przejęty przez nią po ogłoszeniu niepodległości. Nadano mu nazwę „Cetina” i przyjęto do służby 19 lutego 1993 roku. Następnie zbudowano dla Chorwacji jeszcze jeden zmodyfikowany okręt „Krka”, przyjęty do służby 9 marca 1995 roku.